# Geologia da Chapada Diamantina
A geologia da Chapada Diamantina procura explicar os processos geológicos que deram origem à Chapada Diamantina, formação orográfica situada na região central do estado brasileiro da Bahia. Toda a sua constituição está no chamado Cráton São Francisco.
A descrição geral do aspecto geológico do acidente geográfico, conforme Roseli Ganem e Maurício Viana, é: "Rochas mais antigas (granito-gnaisses e rochas vulcânicas), de até 3,5 bilhões de anos, ocorrem um pouco mais distantes da área do PNCD, a sudoeste (Brumado, Rio de Contas), ao sul (Tanhaçu) e a leste (após a cidade de Itaetê). Rochas um pouco mais jovens, com idades entre 0,6 e 0,9 bilhão de anos, formadas pela ação de geleiras (conglomerados, arenitos e siltitos), bem como as de origem química marinha (calcários, dolomitos), ocorrem nas proximidades das cidades de Lençóis e Andaraí (a leste delas), ao norte de Palmeiras, em Iraquara e em Itaetê. Há ainda sedimentos quaternários recentes na planície aluvionar dos principais cursos d'água, tais como a do rio Paraguaçu."
Após o surgimento da vida a região teria passado por uma glaciação cerca de 850 milhões de anos atrás, após o que ali teria se formado o Mar Bambuí, voltando a vida com os primitivos estromatólitos até que, por volta de há 650 milhões de anos, a Serra do Espinhaço veio a surgir, coincidindo com o surgimento de vida mais complexa, e teve então início a formação do relevo tal como hoje se encontra. 
Conforme registrou Oscar P. G. Braun, seu prolongamento dava-se rumo ao norte, possivelmente até o estado do Rio Grande do Norte, dando ao rio S. Francisco outro rumo: "A serra do Espinhaço e seu prolongamento para o norte através da Bahia, até a Chapada Diamantina, provavelmente representava outro grande divisor da drenagem terciária. No cretáceo talvez esse divisor se prolongasse até o Rio Grande do Norte, condicionando o curso do ancestral rio São Francisco a desaguar no Maranhão. A mudança de curso desse rio criou níveis de base locais no Nordeste, em consequência dos quais desenvolveram-se pediplanos peculiares da paisagem nordestina, que não encontram correspondentes no centro-sul do país (ex.: "Superfície Soledade")".

## Orogenia
Dez por cento da área brasileira com área sedimentar e metassedimentar, e baixo grau de rocha metamórfica, é ocupada pela Chapada Diamantina, cuja formação data da metade da Era Proterozoica, e são exemplo da evolução da plataforma continental desde então, numa evolução que data de cerca de 1,7 bilhão de anos. Na época o terreno fazia parte do chamado Mar Espinhaço, que a seguir tornou-se o Deserto Tombador para em período subsequente voltar a ser um ambiente aquático, no Mar Caboclo.
A formação do acidente geográfico deve-se a dois processos tectônicos: o primeiro, de soerguimento e abatimento que data de cerca de 1,2 bilhão de anos e duração de 700 milhões de anos, onde a bacia existente foi preenchida por sedimentos que formaram as rochas características; o segundo processo data de 600 milhões de anos, com a formação das montanhas num processo de orogênese chamado de Ciclo Brasiliano, com basculamento e falhamento que, junto a outros fatores externos, originou as atuais formações do relevo sedimentar: planaltos, chapadas tabulares, cuestas, etc.

## Estratigrafia
Faz parte do Cráton São Francisco e sua geodiversidade preserva informações para uma compreensão da formação planetária a partir do éon Proterozoico, originando relevos que se tornaram destinos turísticos, como aponta Ricardo Galeno Fraga de Araujo Pereira.
Na área da Chapada a estratigrafia sugerida em 2010 apresenta-se compondo o chamado Supergrupo Espinhaço, que ali se divide em várias formações como a Ouricuri do Ouro, Mangabeira e a Guiné, esta última visível na base do Morro do Pai Inácio onde limita-se com arenito da Formação Tombador, perceptível também na Cachoeira da Fumaça.
Como divisão do Supergrupo tem-se o Grupo Chapada Diamantina, que contém na sua ocorrência rochas das formações Caboclo, Morro do Chapéu e Tombador, que "é a mais visível nos principais atrativos turísticos" além do Pai Inácio como no Serrano, em Lençóis, em que a pedra conglomerada é exposta na superfície; a Formação Morro do Chapéu é exemplo da formação da rocha em "ambiente fluvial desértico" que sucedeu  "ambientes de sedimentação do Mesoproterozoico".

## Histórico dos estudos geológicos na Chapada

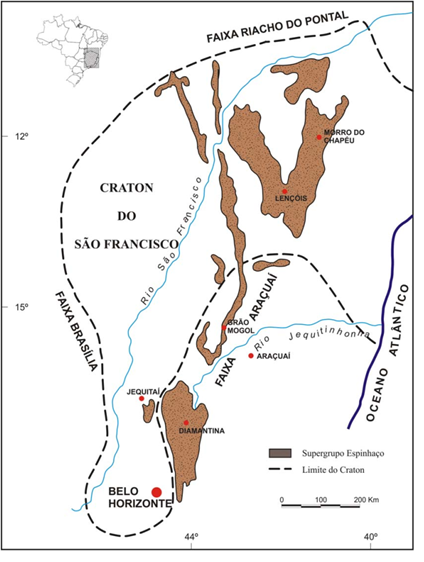
Mapa do Supergrupo Espinhaço, com a Chapada Diamantina ao norte (em formato de "V")

Os primeiros estudos geológicos da região foram feitos por Moraes Rego que, em 1926, realizou um mapa geológico da parte ocidental do estado, na escala de 1:1.000.000, distinguindo na Chapada duas séries distintas: uma algonquiana de Jacobina, mais antiga, e outra mais recente que denominou de Lavras, esta última da era cambriana. Novos estudos foram realizados em 1947, por A. J. Domingues que, identificando caracteres como o gnaisse do grupo Bambuí, atribuiu a mesma datação do pesquisador antecedente. Foi apenas no período da década de 1970 e começo da seguinte que os estudos da área ganharam novo impulso a começar com o trabalho de vários pesquisadores do Departamento Nacional de Produção Mineral e da Companhia de Pesquisa de Recursos Minerais que, em 1974, realizaram um mapa mais detalhado (escala 1:250.000) e "definindo os principais ambientes geológicos e tectônicos"; dois anos depois outros pesquisadores prospectaram fluorita, chumbo e zinco na Serra do Ramalho, o que permitiu expandir o conhecimento a outros crátons do estado (Projeto Fluorita da Companhia Baiana de Pesquisa Mineral).

## Geoparques propostos
Com o surgimento do termo geoturismo em 1994 e o estabelecimento em 2004 da Rede Mundial de Geoparques, no Brasil houve o aumento da instalação de geoparques, surgindo então proposta de instalação destes na região da Chapada, como o Geoparque Serra do Sincorá.
A proposta do Geoparque Serra do Sincorá, feita em 2017, foi elaborada pela Companhia de Pesquisa de Recursos Minerais (CPRM) e visa disciplinar o uso e conservação de importantes sítios geológicos existentes na chamada "Lavras Diamantinas", que engloba municípios inseridos no contexto do Parque Nacional da Chapada Diamantina e seu entorno, e tendo por objeto sítios como a Rampa do Caim, Caverna Torras, Cachoeira da Donana, o pantanal de Marimbus, etc.
Outro geoparque sugerido pela CPRM foi o Alto Rio de Contas, visando as formações existentes na Área de Relevante Interesse Ecológico Nascentes do Rio de Contas e vizinhança.